# 薩帕拉

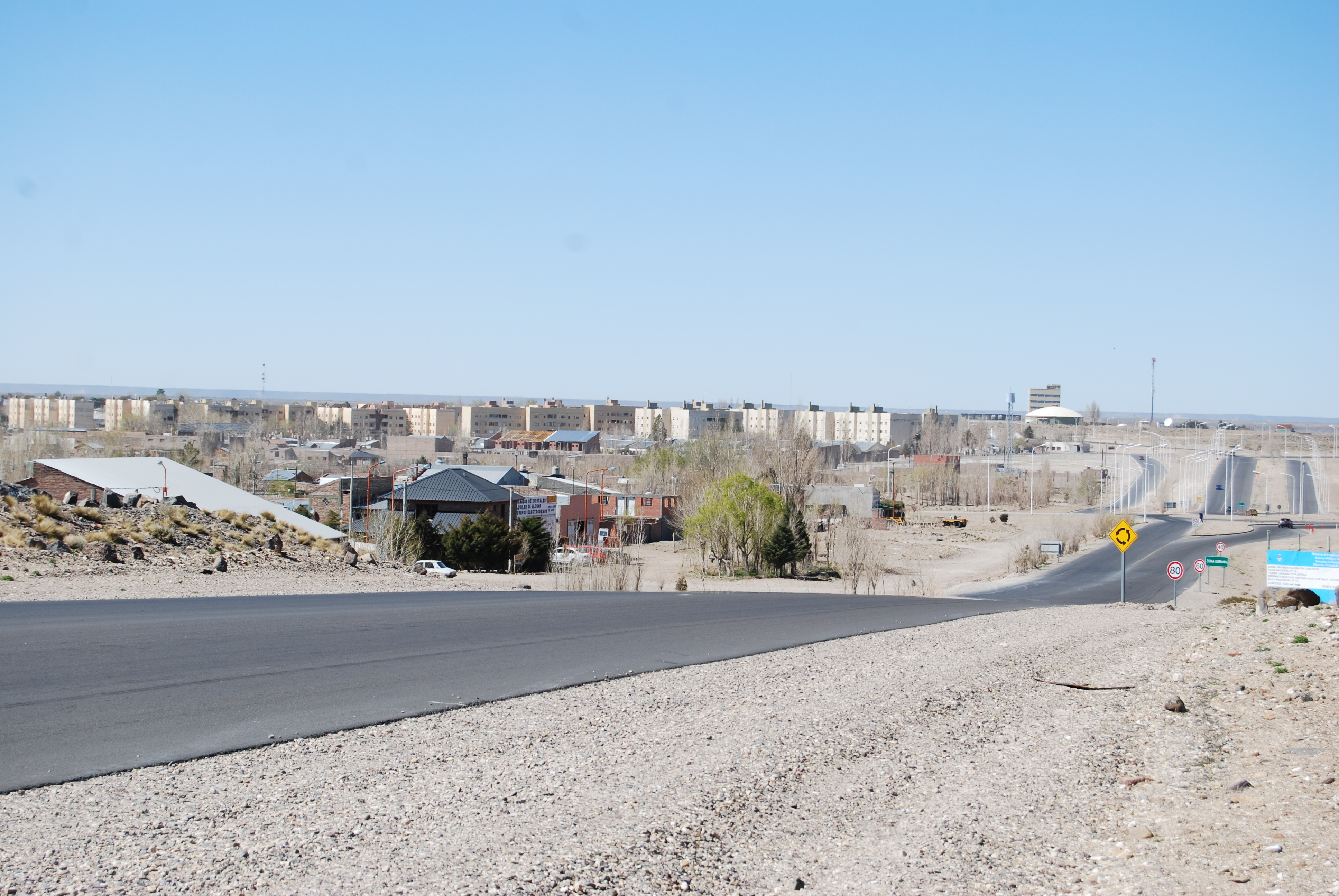
薩帕拉

薩帕拉是阿根廷的城鎮，位於該國西部，由內烏肯省負責管轄，始建於1913年7月12日，面積452平方公里，海拔高度1,012米，2012年人口35,507，人口密度每平方公里71.9人。

## 外部連結
- Patagonia.com.ar （页面存档备份，存于） - Portal of the Argentine Patagonia.
- MSN Map[永久]